# Đại hội Thể thao Trong nhà và Võ thuật châu Á 2017
Đại hội Thể thao Trong nhà và Võ thuật châu Á 2017, mà cũng được tính là Đại hội Thể thao Trong nhà châu Á lần thứ 5 đang được tổ chức ở Ashgabat, Turkmenistan vào năm 2017. Lần đầu tiên Ashgabat trong khu vực Trung Á, đã giành được quyền đăng cai Đại hội Thể thao Trong nhà châu Á. Thành phố chủ nhà đã được lựa chọn ở Kuwait vào ngày 19 tháng 12 năm 2010. Vào ngày 6 tháng 7 năm 2013 lá cờ của Hội đồng Olympic châu Á đã chính thức bàn giao cho thị trưởng của thành phố Ashgabat.

## Phát triển và chuẩn bị

### Địa điểm
Một trong những thiết bị đặc biệt, trong đó, không có tương tự ở khu vực Trung Á, sẽ tổ chức Đại hội Thể thao Trong nhà châu Á là Làng Olympic, nó sẽ bao gồm hơn 30 đối tượng khác nhau, bao gồm khu phức hợp và Trung tâm Y tế Phục hồi chức năng Paralympic. Việc khởi công xây dựng là tổng thống Turkmenistan Gurbanguly Berdimuhamedow. Vào ngày 5 tháng 11 năm 2010 tổng thống Turkmenistan đã tham gia vào lễ động thổ Làng Olympic. Đầu tư trong giai đoạn thứ nhất trong số lượng đó đã lên tới gần 2 tỷ đô la Mỹ. Giai đoạn thứ hai của chi phí xây dựng 3 tỷ đô la Mỹ. Tổng chi phí của Làng Olympic - 5 tỷ đô la Mỹ. Xây dựng mang công ty Polymeks Thổ Nhĩ Kỳ.
Để thuận tiện cho vận động viên và khán giả trong làng Olympic sẽ được xây dựng tất cả các cơ sở hạ tầng cần thiết, bao gồm xã hội, văn hóa và các trung tâm mua sắm, các khách sạn, các nhà hàng, các quán cà phê, các cửa hàng, các dịch vụ tiêu dùng, bãi đỗ xe. Trên khuôn viên trường mạng sẽ được đặt cho người đi bộ và đường ray xe lửa.
Toàn bộ hoàn thành của công trình xây dựng được quy hoạch vào cuối năm 2015.
| Địa điểm                                  | Môn thể thao                               | Sức chứa |
| ----------------------------------------- | ------------------------------------------ | -------- |
| Sân vận động Olympic                      | Lễ khai mạc và lễ bế mạc                   | 45.000   |
| Trung tâm Bowling                         | Bowling                                    | 500      |
| Đấu trường cờ vua                         | Cờ vua                                     | 500      |
| Đấu trường Bi-a                           | Bi-a                                       | 1.000    |
| Sân đua xe đạp                            | Đua xe đạp                                 | 6.000    |
| Đấu trường Taekwondo và Khiêu vũ thể thao | Khiêu vũ thể thao, Taekwondo               | 1.000    |
| Trung tâm đua ngựa                        | Đua ngựa                                   | 645      |
| Cung điện băng                            | Bóng đá trong nhà                          | 10.300   |
| Đấu trường điền kinh trong nhà            | Điền kinh trong nhà                        | 5.000    |
| Trung tâm quần vợt                        | Quần vợt trong nhà                         | 4.000    |
| Đấu trường Muay Thái và Nhu thuật         | Nhu thuật, Muay Thái                       | 861      |
| Đấu trường Võ thuật                       | Kickboxing, Kurash, Sambo                  | 5.000    |
| Trung tâm thể thao dưới nước              | Bể bơi ngắn                                | 5.000    |
| Đấu trường cử tạ                          | Cử tạ                                      | 861      |
| Đấu trường trong nhà chính                | Đấu vật, Đấu vật đai, Đấu vật truyền trống | 15.000   |

### Huy chương
Thiết kế huy chương được tiết lộ vào ngày 16 tháng 2 năm 2017. Thiết kế độc đáo do Eng Leong Medallic Industries tạo ra. Huy chương vàng, bạc và đồng đã được miêu tả như là một di sản lâu dài cho sự hiếu khách của sự kiện nhận được theo phong cách Turkmen thật. Tổng số 2.000 huy chương sẽ được sản xuất cho Đại hội, cân nặng là 721 kg.

## Đại hội

### Lễ khai mạc

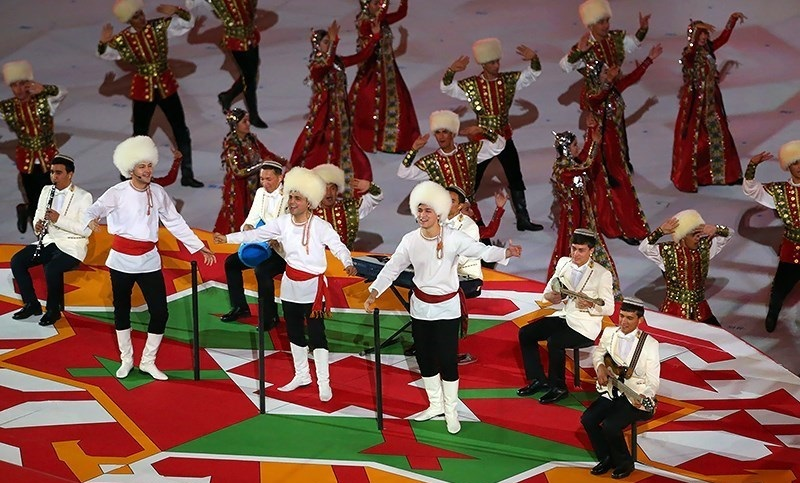
Lễ khai mạc

Lễ khai mạc Đại hội Thể thao Trong nhà và Võ thuật châu Á 2017 đã diễn ra vào ngày chủ nhật, ngày 17 tháng 9 năm 2017. Lễ khai mạc đã được tổ chức tại sân vận động Olympic mới được xây dựng ở Ashgabat.

### Lễ bế mạc
Lễ bế mạc của đại hội sẽ diễn ra vào ngày 27 tháng 9 tại sân vận động Olympic.

### Các quốc gia tham dự
Tất cả 45 quốc gia thành viên của Hội đồng Olympic châu Á đã được mời tham gia thi đấu tại các đại hội thể thao này. Lần đầu tiên trong Đại hội Thể thao châu Á đang được tham dự do 17 Ủy ban Olympic quốc gia châu Đại Dương. Các quốc gia châu Đại Dương sẽ được tham gia đầy đủ, vì vậy họ sẽ được đủ điều kiện cho bộ huy chương.
Số trong dấu ngoặc đơn đại diện cho số lượng vận động viên tham gia đại hội.
| Các Ủy ban Olympic quốc gia đang tham dự |
| --- |
| Các thành viên Hội đồng Olympic châu Á - Afghanistan (161) - Bahrain (9) - Bangladesh (12) - Bhutan (12) - Brunei (1) - Campuchia (2) - Trung Quốc (198) - Đài Bắc Trung Hoa (98) - Hồng Kông (114) - Vận động viên Olympic độc lập (2) - Ấn Độ (202) - Indonesia (99) - Iran (226) - Iraq (52) - Nhật Bản (60) - Jordan (109) - Kazakhstan (182) - Kyrgyzstan (152) - Lào (1) - Liban (61) - Ma Cao (35) - Malaysia (10) - Maldives (37) - Mông Cổ (77) - Myanmar (4) - Nepal (18) - CHDCND Triều Tiên (1) - Oman (5) - Pakistan (107) - Palestine (19) - Philippines (121) - Qatar (46) - Đội tuyển điền kinh người tị nạn (5) - Ả Rập Xê Út (44) - Singapore (8) - Hàn Quốc (67) - Sri Lanka (21) - Syria (29) - Tajikistan (136) - Thái Lan (247) - Đông Timor (1) - Turkmenistan (496) (Chủ nhà) - UAE (52) - Uzbekistan (215) - Việt Nam (105) - Yemen (7) |
| Các thành viên Ủy ban Olympic quốc gia châu Đại Dương - Samoa thuộc Mỹ (7) - Úc (18) - Quần đảo Cook (10) - Micronesia (11) - Fiji (28) - Tahiti (23) - Guam (34) - Kiribati (12) - Quần đảo Marshall (10) - Nauru (9) - New Caledonia (2) - New Zealand (0) - Palau (10) - Papua New Guinea (9) - Samoa (15) - Quần đảo Solomon (18) - Tonga (9) - Tuvalu (8) - Vanuatu (13) |

### Môn thể thao
Tổng cộng có 21 môn thể thao được đại diện cho Đại hội Thể thao Trong nhà và Võ thuật châu Á: 5 môn thể thao Olympic (đua xe đạp, đua ngựa, taekwondo, cử tạ và đấu vật), 5 môn thể thao Olympic chỉ tranh luận trong định dạng không thuộc Olympic (bóng rổ, điền kinh, bóng đá, bơi lội và quần vợt) và 11 môn thể thao không thuộc Olympic (bowling, cờ vua, bi-a, khiêu vũ thể thao, nhu thuật, kickboxing, kurash, muay thái, sambo, đấu vật đai và đấu vật truyền thống)
Số trong dấu ngoặc đơn chỉ ra số nội dung huy chương được tranh luận trong mỗi phân môn thể thao.
- Bóng rổ 3x3 (2) (chi tiết)

- Điền kinh trong nhà (26) (chi tiết)

- Bowling (6) (chi tiết)

- Cờ vua (10) (chi tiết)

- Xe đạp lòng chảo (10) (chi tiết)

- Bi-a (13) (chi tiết)

- Khiêu vũ thể thao (11) (chi tiết)

- Đua ngựa (2) (chi tiết)

- Bóng đá trong nhà (2) (chi tiết)

- Nhu thuật (17) (chi tiết)

- Kickboxing (15) (chi tiết)

- Kurash (15) (chi tiết)

- Muay Thái (14) (chi tiết)

- Sambo (23) (chi tiết)

- Bơi bể ngắn (30) (chi tiết)

- Taekwondo (18) (chi tiết)

- Quần vợt (5) (chi tiết)

- Cử tạ (16) (chi tiết)

- Đấu vật (18) (chi tiết)

- Đấu vật đai (58) (chi tiết)

- Đấu vật truyền thống (26) (chi tiết)

Giải đấu biểu diễn cho thể thao điện tử khác nhau đang được tổ chức tại Đại hội Thể thao Trong nhà và Võ thuật châu Á 2017. Các đối thủ cạnh tranh do các thành viên Hội đồng Olympic châu Á gửi đến tham dự trong trò chơi điện tử như Dota 2 và Hearthstone tại sự kiện này.

### Lịch thi đấu
Trong lịch thi đấu sau đây cho Đại hội Thể thao Trong nhà và Võ thuật châu Á 2017, mỗi hộp màu xanh đại diện cho một môn thi đấu nội dung, chẳng hạn như vòng loại, vào ngày đó. Các hộp màu vàng đại diện cho những ngày mà trong khi trận chung kết đang trao giải huy chương cho một môn thể thao đã được tổ chức, trong đó số đại diện cho số trận chung kết đã được tranh luận vào ngày đó. Phía bên trái lịch thi đấu liệt kê mỗi môn thể thao có các nội dung được tổ chức trong khi đại hội, và phía bên phải số huy chương vàng đã giành được trong môn thể thao đó. Có một từ khóa ở phía trên cùng lịch thi đấu để hỗ trợ cho người đọc.
| OC | Lễ khai mạc | ● | Cuộc thi đấu nội dung | ● | Nội dung biểu diễn | 1 | Trận chung kết nội dung | CC | Lễ bế mạc |

| Tháng 9 năm 2017     | Tháng 9 năm 2017     | T7 16 | CN 17 | T2 18 | T3 19 | T4 20 | T5 21 | T6 22 | T7 23 | CN 24 | T2 25 | T3 26 | T4 27 | Số nội dung |
| -------------------- | -------------------- | ----- | ----- | ----- | ----- | ----- | ----- | ----- | ----- | ----- | ----- | ----- | ----- | ----------- |
| Nghi lễ              | Nghi lễ              |       | OC    |       |       |       |       |       |       |       |       |       | CC    |             |
| Bóng rổ 3x3          | Bóng rổ 3x3          |       |       |       | ●     | ●     | ●     | ●     | ●     | 2     |       |       |       | 2           |
| Đấu vật đai          | Đấu vật đai          |       |       |       | 14    | 14    | 6     | 12    | 12    |       |       |       |       | 58          |
| Bowling              | Bowling              |       |       |       |       |       | 1     | 1     | 1     | 1     | ●     | ●     | 2     | 6           |
| Cờ vua               | Cờ vua               |       |       |       |       |       | ●     | ●     | ●     | 2     | ●     | 4     | 4     | 10          |
| Bi-a                 | Bi-a                 |       |       |       | ●     | 1     | 1     | 3     | 1     | 3     | 1     | 3     |       | 13          |
| Khiêu vũ thể thao    | Khiêu vũ thể thao    |       |       |       |       |       |       |       |       |       | 6     | 5     |       | 11          |
| Đua ngựa             | Đua ngựa             |       |       |       |       |       | 1     |       | 1     |       |       |       |       | 2           |
| Bóng đá trong nhà    | Bóng đá trong nhà    | ●     | ●     | ●     | ●     | ●     | ●     |       | ●     | ●     | 1     | 1     |       | 2           |
| Điền kinh trong nhà  | Điền kinh trong nhà  |       |       | 8     | 8     | 9     |       |       |       |       |       |       |       | 25          |
| Quần vợt trong nhà   | Quần vợt trong nhà   |       | ●     | ●     | ●     | ●     | ●     | ●     | ●     | ●     | 1     | 3     | 1     | 5           |
| Nhu thuật            | Nhu thuật            | 10    |       | 7     | 8     |       |       |       |       |       |       |       |       | 25          |
| Kickboxing           | Kickboxing           |       |       |       |       |       |       |       | ●     | 2     | 6     | 7     |       | 15          |
| Kurash               | Kurash               |       |       |       |       | 3     | 6     | 6     |       |       |       |       |       | 15          |
| Muay Thái            | Muay Thái            |       | ●     | ●     | ●     | ●     | 14    |       |       |       |       |       |       | 14          |
| Sambo                | Sambo                |       |       |       |       |       |       |       |       | 9     | 7     | 7     |       | 23          |
| Bơi bể ngắn          | Bơi bể ngắn          |       |       |       |       |       |       | 8     | 7     | 8     | 7     |       |       | 30          |
| Taekwondo            | Taekwondo            |       |       | 3     | 4     | 4     | 3     | 4     |       |       |       |       |       | 18          |
| Đấu vật truyền thống | Đấu vật truyền thống | 13    |       | 13    |       |       |       |       |       |       |       |       |       | 26          |
| Xe đạp lòng chảo     | Xe đạp lòng chảo     |       |       | 1     | ●     | 1     | 2     | 2     | 3     |       |       |       |       | 9           |
| Cử tạ                | Cử tạ                |       |       | 2     | 2     | 2     | 2     | 2     | 2     | 2     | 2     |       |       | 16          |
| Đấu vật              | Đấu vật              |       |       |       |       |       |       |       |       | 8     | 8     | 8     |       | 24          |
| Nghi lễ              | Nghi lễ              |       | OC    |       |       |       |       |       |       |       |       |       | CC    |             |
| Tổng số nội dung     | Tổng số nội dung     | 23    | 0     | 34    | 36    | 34    | 36    | 38    | 27    | 37    | 39    | 38    | 7     | 339         |
| Tổng số tích lũy     | Tổng số tích lũy     | 23    | 23    | 57    | 93    | 127   | 163   | 201   | 228   | 255   | 294   | 332   | 339   | 339         |
| Tháng 9 năm 2017     | Tháng 9 năm 2017     | T7 16 | CN 17 | T2 18 | T3 19 | T4 20 | T5 21 | T6 22 | T7 23 | CN 24 | T2 25 | T3 26 | T4 27 | Số nội dung |

## Bảng tổng sắp huy chương
Quốc gia chủ nhà
| 1       | Turkmenistan (TKM)                  | 89  | 70  | 86  | 245  |
| 2       | Trung Quốc (CHN)                    | 42  | 32  | 23  | 97   |
| 3       | Iran (IRI)                          | 36  | 23  | 59  | 118  |
| 4       | Kazakhstan (KAZ)                    | 28  | 28  | 40  | 96   |
| 5       | Uzbekistan (UZB)                    | 24  | 33  | 74  | 131  |
| 6       | Thái Lan (THA)                      | 21  | 20  | 29  | 70   |
| 7       | Hàn Quốc (KOR)                      | 15  | 11  | 15  | 41   |
| 8       | Kyrgyzstan (KGZ)                    | 13  | 20  | 37  | 70   |
| 9       | Việt Nam (VIE)                      | 13  | 8   | 19  | 40   |
| 10      | Hồng Kông (HKG)                     | 10  | 11  | 14  | 35   |
| 11      | Ấn Độ (IND)                         | 9   | 12  | 19  | 40   |
| 12      | Đài Bắc Trung Hoa (TPE)             | 9   | 7   | 12  | 28   |
| 13      | Mông Cổ (MGL)                       | 5   | 10  | 15  | 30   |
| 14      | UAE (UAE)                           | 5   | 4   | 8   | 17   |
| 15      | Qatar (QAT)                         | 4   | 4   | 3   | 11   |
| 16      | Iraq (IRQ)                          | 4   | 3   | 6   | 13   |
| 17      | Tajikistan (TJK)                    | 3   | 14  | 34  | 51   |
| 18      | Ả Rập Xê Út (KSA)                   | 3   | 5   | 2   | 10   |
| 19      | Philippines (PHI)                   | 2   | 14  | 14  | 30   |
| 20      | Nhật Bản (JPN)                      | 2   | 5   | 10  | 17   |
| 21      | Indonesia (INA)                     | 2   | 4   | 14  | 20   |
| 22      | Pakistan (PAK)                      | 2   | 3   | 16  | 21   |
| 23      | Bahrain (BRN)                       | 2   | 0   | 1   | 3    |
| 24      | Jordan (JOR)                        | 1   | 2   | 14  | 17   |
| 25      | Sri Lanka (SRI)                     | 1   | 2   | 1   | 4    |
| 26      | Afghanistan (AFG)                   | 1   | 1   | 10  | 12   |
| 27      | Fiji (FIJ)                          | 1   | 1   | 0   | 2    |
| 28      | Syria (SYR)                         | 1   | 0   | 5   | 6    |
| 29      | Malaysia (MAS)                      | 0   | 1   | 0   | 1    |
| 29      | Quần đảo Marshall (MHL)             | 0   | 1   | 0   | 1    |
| 31      | Liban (LBN)                         | 0   | 0   | 4   | 4    |
| 32      | Úc (AUS)                            | 0   | 0   | 2   | 2    |
| 33      | Vận động viên Olympic độc lập (IOA) | 0   | 0   | 1   | 1    |
| 33      | Ma Cao (MAC)                        | 0   | 0   | 1   | 1    |
| 33      | Samoa (SAM)                         | 0   | 0   | 1   | 1    |
| 33      | Singapore (SGP)                     | 0   | 0   | 1   | 1    |
| Tổng số | Tổng số                             | 348 | 349 | 590 | 1287 |

## Tiếp thị

### Nhà tài trợ
| Đối tác chính thức      | Turkmenistan Airlines, Petronas, Dragon Oil, China National Petroleum Corporation, Atos, Hos Zaman, Turkmentelecom |
| Người hỗ trợ chính thức | Coca-Cola, LG Electronics, MasterCard, Hyundai Engineering & Construction, Turkmen Ak Yol, Turkmen State Bank for Foreign Economic Affairs, Deyhan Bank, Senagat Bank, Turkman Business Bank, The State Commercial Bank of Turkmenistan, Turkmenistan Bank, HalkBank, Huawei, Kamil Market |